# The Hundred and One Dalmatians
The Hundred and One Dalmatians (BR: Os Cento e um Dálmatas) é um romance infantil de 1956, escrito pela romancista inglesa Dodie Smith. A história é sobre o sequestro de uma família de filhotes de cães da raça dálmata. A sequência, The Starlight Barking, continua a partir do final do primeiro romance.
Em um jantar com a presença do casal Dearly, Cruella de Vil expressa sua aversão por animais, e posteriormente os novos filhotes dálmatas do casal desaparecem. Os cães Dearly estão entre os 97 filhotes que foram sequestrados ou comprados legalmente de vários proprietários, com a intenção de esfolá-los para remover e usar sua pele. Através da cooperação de animais e do "latido de Crepúsculo", os cães são encontrados em Suffolk, Inglaterra, onde ocorre um resgate.

## Enredo
Pongo e Missis são um casal de dálmatas que vivem com os recém-casados Sr. e Sra. Dearly e suas duas babás, Nanny Cook e Nanny Butler. Dearly é um "mago financeiro" que recebeu isenção de impostos ao longo da vida e emprestou uma casa no Outer Circle em Regent's Park em troca de acabar com a dívida do governo. Os cães consideram os humanos seus animais de estimação, mas permitem que eles pensem que são os donos.
Missis dá à luz uma ninhada de 15 filhotes. Preocupados que Missis não consiga alimentar todos eles, os humanos se juntam para ajudar. Enquanto a Sra. Dearly procura uma enfermeira canina, ela encontra um dálmata exausto, cpm manchas cor de fígado, no meio da estrada, sob a chuva torrencial. Ela tem o cão tratado por um veterinário, descobre que ela deu à luz recentemente e a chama de Perdita (que significa "perdido"). Perdita ajuda a cuidar dos filhotes e se torna membro da família, depois contando a Pongo sobre seu amor perdido, Prince, e a ninhada resultante de filhotes que foram vendidos por seu dono, e que ela fugiu procurando por esses filhotes.
Um dia, enquanto passeava com Pongo e Missis, Sr. e Sra. Dearly tiveram uma chance de se encontrar com uma velha colega de escola da Sra. Dearly: Cruella de Vil, uma mulher muito rica, tão apegada às roupas de pele que se casou com um peleiro e o obriga a mantenha sua coleção de peles em sua casa para que ela possa usar as peças sempre que quiser. Ela admira os dois cães e expressa o desejo de ter um casaco de pele dálmata. Ela está na casa quando os filhotes começam a chegar e se oferece para comprar todos eles. Eles se recusam e logo depois os filhotes desaparecem. Os humanos não conseguem localizá-los, mas através do "Twilight Barking", um fórum de comunicação no qual os cães podem transmitir mensagens entre si em todo o país, os cães os localizam no "Hell Hall", o lar ancestral da família de Vil em Suffolk. Pongo e Missis tentam dizer aos Dearlys onde os filhotes estão, mas falham: Pongo tentou dizer a palavra humana "Suffolk", mas não conseguiu emitir o som "s". Os cães decidem encontrar os filhotes, deixando Perdita para cuidar dos Dearlys. Depois de uma viagem movimentada pelo interior da Inglaterra, com comida e acomodação organizadas pelos cães pela Barking Network, eles encontram o Coronel, um cão pastor inglês velho no Withermarsh em Suffolk; ele mostra o Hell Hall e conta sua história. Eles entram na mansão e descobrem que existem 97 filhotes no Hell Hall, incluindo os 15 de Pongo e Missis.
Cruella de Vil chega e diz aos dois bandidos encarregados de Hell Hall que eles devem massacrar e esfolar os cães o mais rápido possível por causa da publicidade em torno do roubo dos filhotes de Dearlys. Pongo e Missis percebem que precisam resgatar todos os filhotes imediatamente e escapam na noite anterior à véspera de Natal. Um filhote de cachorro, Cadpig, é um nanico e fraco demais para percorrer a longa distância de Suffolk a Londres, para que Tommy, o proprietário de dois anos do coronel, lhe empreste um carrinho de fazenda, uma das ninhadas de filhotes tem a idade certa para que dois de seus membros se ajustem ao seu eixo, de modo que eles o puxam em turnos. Quando Cruella volta para encontrar os filhotes, ela começa a persegui-los. No entanto, os dálmatas encontraram um dos cães da Barking Network, que mostra como eles são visíveis e os ajuda a invadir o estabelecimento de um limpador de chaminés, onde rolam em fuligem para se disfarçar. Cruella quase os alcança, mas eles podem se esconder em uma van vazia a convite de um terrier de Staffordshire cujos "animais de estimação" são donos da van - que volta a Londres naquela mesma noite.
Ao chegar a Londres, os cães destroem a coleção de peles e casacos de pele de Cruella com a ajuda de seu gato, que estava zangado e angustiado por perder muitas ninhadas de gatinhos que de Vil havia afogado. Os dálmatas então retornam à casa de Dearlys, onde Pongo e Missis latem até o Sr. Dearly abrir a porta, e então toda a massa de filhotes entra correndo sem parar. Depois que os cães rolam no tapete para remover a fuligem de seus casacos, os Dearlys os reconhecem e mandam bifes para alimentá-los. A maca que puxou o carrinho de Cadpig provou ser a maca de Perdita por Prince. Dearly descobre onde estavam os filhotes quando descobre uma etiqueta no carrinho de brinquedos que contém o nome e o endereço de Tommy. Os Dearlys também colocam anúncios que procuram os proprietários dos outros filhotes.
A gata agora sem-teto de Cruella aparece (e é convidada a ficar) com a notícia de que a destruição dos negócios de peles de seu marido forçou Cruella a colocar o Hell Hall à venda. Quando os Dearlys visitam Suffolk para devolver o carrinho de Tommy, eles percebem que, com 97 filhotes e três dálmatas adultos, uma casa maior seria uma boa ideia, então Dearly compra a sala com o dinheiro que o governo recebeu para resolver o problema, vindo de outro problema tributário. Ele propõe usá-lo para iniciar uma "dinastia de dálmatas" (e uma "dinastia de Dearlys" para cuidar deles). Finalmente, o amor perdido de Perdita, Prince, aparece. Seus donos veem seu amor por Perdita e permitem que ele fique com os Dearlys e se torne seu "cento e um" dálmata.

## Adaptações
A Disney adaptou o romance a um filme de animação, lançado nos cinemas em 25 de janeiro de 1961 como One Hundred and One Dalmatians. Tornou-se o décimo filme de maior bilheteria de 1961, e um dos filmes mais populares do estúdio na década. Foi reeditado nos cinemas quatro vezes, em 1969, 1979, 1985 e 1991. A reedição de 1991 foi o vigésimo filme mais lucrativo do ano para ganhos domésticos. Foi transformado em um filme de ação ao vivo dos anos depois.
Nas adaptações de live-action e animadas, Missis foi renomeada como Perdita, e outros personagens, como Prince, Tommy, o gato de Cruella e o marido de Cruella foram omitidos. No filme de animação, os sobrenomes dos proprietários de Pongo e Missis foram alterados para "Radcliffe" de "Dearly", e no filme de ação ao vivo, Cruella (interpretada por Glenn Close) aparece como uma magnata mesquinha de uma casa de moda de alta costura, "House of DeVil". A Disney manteve os personagens do livro Horace e Jasper Baddun, que apareceram nas duas versões como ladrões contratados por Cruella para roubar os filhotes de Pongo e Missis. (No romance, seus nomes são Saul e Jasper Baddun.) Disney mais tarde criou uma série de televisão animada estrelando três dos filhotes (Lucky, Rolly e Cadpig) e um filme para cada versão (101 Dálmatas II e 102 Dálmatas).
Este romance foi adaptado para o palco por Debbie Isitt para o Belgrade Theatre, Coventry em 2000 (seguido de produções no Royal & Derngate, Northampton em 2007 e Birmingham Repertory Theatre em 2017), por Bryony Lavery para o Chichester Youth Theatre em 2014 e foi desenvolvido pela empresa (dirigida por Sally Cookson) para os Tobacco Factory Theatres em 2014.  O romance também foi adaptado para um musical de 2009 e outro em 2022.